# Aire d'attraction de Saint-Avold (partie française)
L'aire d'attraction de Saint-Avold (partie française) est un zonage d'étude défini par l'Insee pour caractériser l’influence de la commune de Saint-Avold sur les communes environnantes. Publiée en octobre 2020, elle se substitue à l'aire urbaine de Saint-Avold (partie française), qui comportait 9 communes dans le zonage de 2010.

### Carte

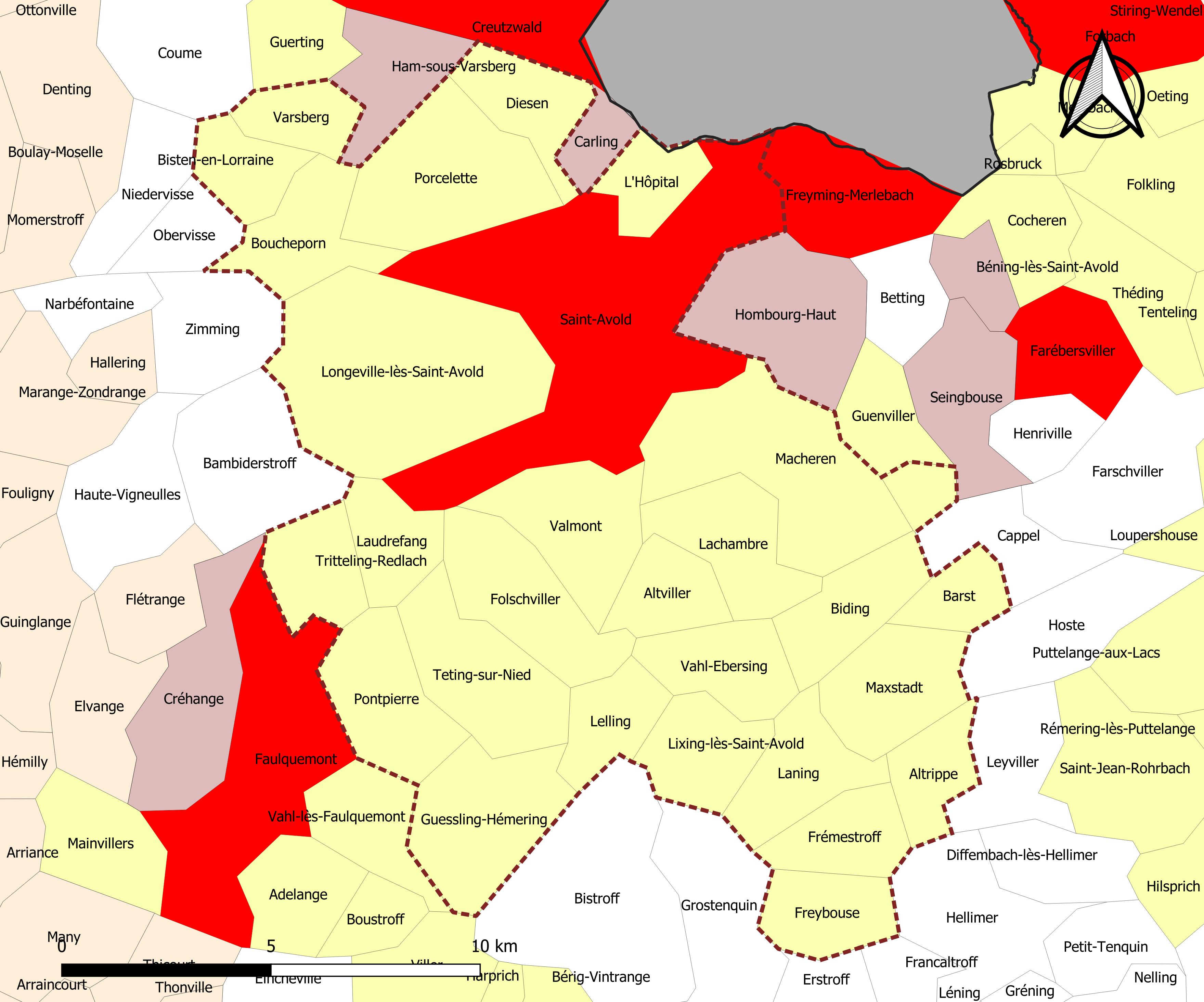
Carte de l'aire d'attraction de Saint-Avold (partie française).
Commune-centre
Commune de la couronne

## Définition
L'aire d'attraction d'une ville est composée d’un pôle, défini à partir de critères de population et d’emploi ainsi que d’une couronne constituée des communes dont au moins 15 % des actifs travaillent dans le pôle. Le pôle d’attraction constitue ainsi un point de convergence des déplacements domicile-travail,.

## Géographie
L’aire d'attraction de Saint-Avold (partie française) est une aire intra-départementale qui comporte 28 communes dans la Moselle. 

### Composition communale
| Nom                          | Code Insee | Département | Statut                 | Superficie (km2) | Population (dernière pop. légale) | Densité (hab./km2) | Modifier                                    |
| ---------------------------- | ---------- | ----------- | ---------------------- | ---------------- | --------------------------------- | ------------------ | ------------------------------------------- |
| Saint-Avold (commune-centre) | 57606      | Moselle     | commune-centre         | 35,48            | 14 828 (2022)                     | 418                | modifier les données · modifier les données |
| Altrippe                     | 57014      | Moselle     | commune de la couronne | 4,88             | 368 (2022)                        | 75                 | modifier les données · modifier les données |
| Altviller                    | 57015      | Moselle     | commune de la couronne | 4,85             | 531 (2022)                        | 109                | modifier les données · modifier les données |
| Barst                        | 57052      | Moselle     | commune de la couronne | 5,79             | 571 (2022)                        | 99                 | modifier les données · modifier les données |
| Biding                       | 57082      | Moselle     | commune de la couronne | 6,72             | 339 (2022)                        | 50                 | modifier les données · modifier les données |
| Bisten-en-Lorraine           | 57087      | Moselle     | commune de la couronne | 4,48             | 249 (2022)                        | 56                 | modifier les données · modifier les données |
| Boucheporn                   | 57095      | Moselle     | commune de la couronne | 6,65             | 566 (2022)                        | 85                 | modifier les données · modifier les données |
| Folschviller                 | 57224      | Moselle     | commune de la couronne | 9,46             | 3 937 (2022)                      | 416                | modifier les données · modifier les données |
| Frémestroff                  | 57237      | Moselle     | commune de la couronne | 5,51             | 304 (2022)                        | 55                 | modifier les données · modifier les données |
| Freybouse                    | 57239      | Moselle     | commune de la couronne | 5,87             | 428 (2022)                        | 73                 | modifier les données · modifier les données |
| Guessling-Hémering           | 57275      | Moselle     | commune de la couronne | 10,06            | 924 (2022)                        | 92                 | modifier les données · modifier les données |
| L'Hôpital                    | 57336      | Moselle     | commune de la couronne | 3,99             | 5 179 (2022)                      | 1 298              | modifier les données · modifier les données |
| Lachambre                    | 57373      | Moselle     | commune de la couronne | 7,86             | 913 (2022)                        | 116                | modifier les données · modifier les données |
| Laning                       | 57384      | Moselle     | commune de la couronne | 6,71             | 601 (2022)                        | 90                 | modifier les données · modifier les données |
| Laudrefang                   | 57386      | Moselle     | commune de la couronne | 4,70             | 339 (2022)                        | 72                 | modifier les données · modifier les données |
| Lelling                      | 57389      | Moselle     | commune de la couronne | 4,92             | 460 (2022)                        | 93                 | modifier les données · modifier les données |
| Lixing-lès-Saint-Avold       | 57409      | Moselle     | commune de la couronne | 6,32             | 672 (2022)                        | 106                | modifier les données · modifier les données |
| Longeville-lès-Saint-Avold   | 57413      | Moselle     | commune de la couronne | 24,54            | 3 592 (2022)                      | 146                | modifier les données · modifier les données |
| Macheren                     | 57428      | Moselle     | commune de la couronne | 16,95            | 2 827 (2022)                      | 167                | modifier les données · modifier les données |
| Maxstadt                     | 57453      | Moselle     | commune de la couronne | 7,91             | 296 (2022)                        | 37                 | modifier les données · modifier les données |
| Pontpierre                   | 57549      | Moselle     | commune de la couronne | 8,48             | 751 (2022)                        | 89                 | modifier les données · modifier les données |
| Porcelette                   | 57550      | Moselle     | commune de la couronne | 13,44            | 2 435 (2022)                      | 181                | modifier les données · modifier les données |
| Teting-sur-Nied              | 57668      | Moselle     | commune de la couronne | 9,83             | 1 260 (2022)                      | 128                | modifier les données · modifier les données |
| Tritteling-Redlach           | 57679      | Moselle     | commune de la couronne | 6,00             | 513 (2022)                        | 86                 | modifier les données · modifier les données |
| Vahl-Ebersing                | 57684      | Moselle     | commune de la couronne | 6,29             | 497 (2022)                        | 79                 | modifier les données · modifier les données |
| Valmont                      | 57690      | Moselle     | commune de la couronne | 9,24             | 2 951 (2022)                      | 319                | modifier les données · modifier les données |
| Varsberg                     | 57696      | Moselle     | commune de la couronne | 4,15             | 972 (2022)                        | 234                | modifier les données · modifier les données |
| Diesen                       | 57765      | Moselle     | commune de la couronne | 5,47             | 1 029 (2022)                      | 188                | modifier les données · modifier les données |

## Démographie
Cette aire est catégorisée dans les aires de moins de 50 000 habitants, une catégorie qui regroupe 12,2 % de la population au niveau national,.